# Adrar des Iforas

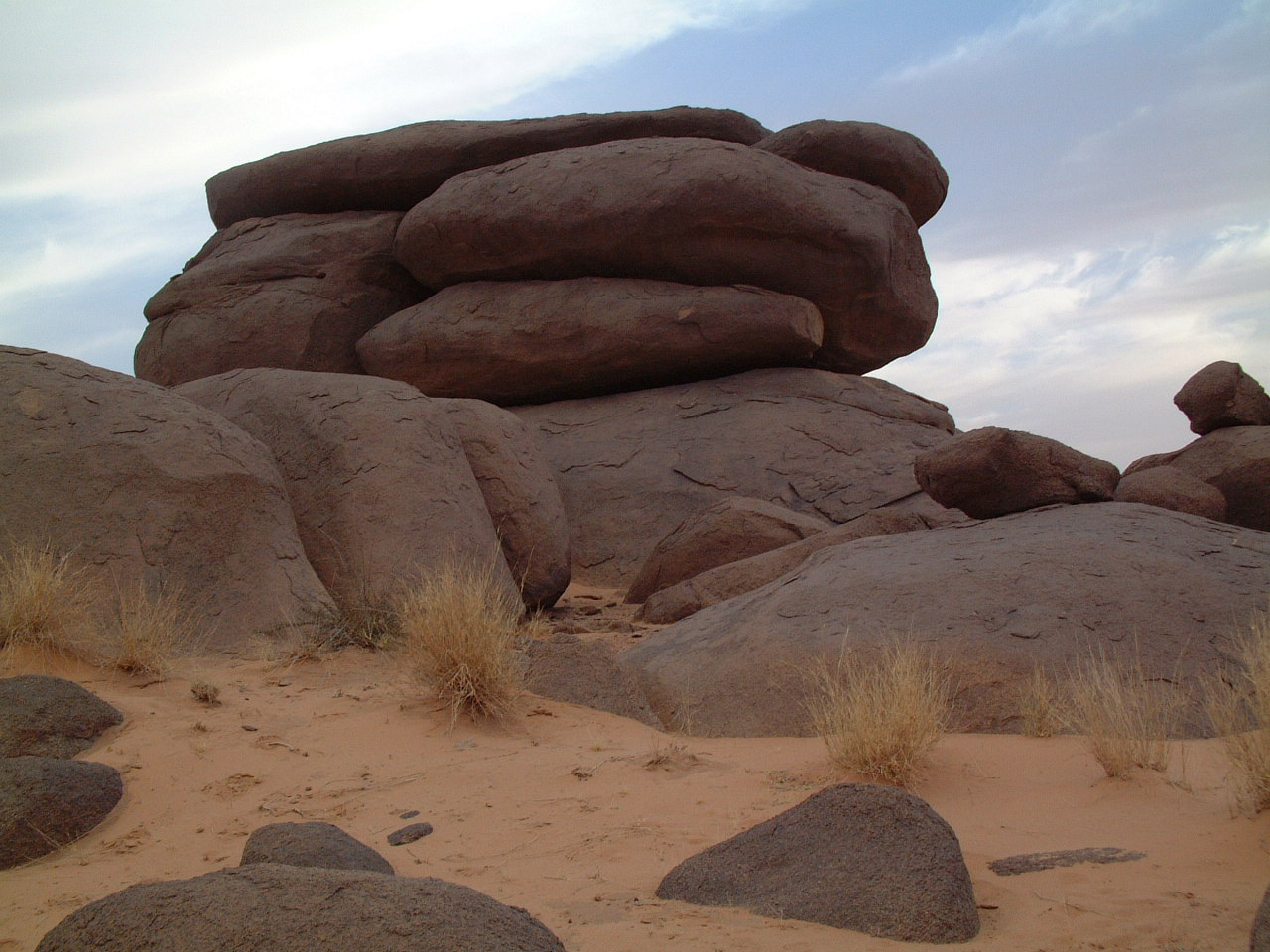
Zerodowane skały w masywie Timidjèlèline - Adrar des Iforas

Adrar des Iforas (Adrar des Ifoghas, Adagh) – płaskowyż w południowej części Sahary, położony w północno-wschodnim Mali (Region Kidal) przy granicy z Algierią. Zajmuje powierzchnię około 250 tys. km²
Charakterystyczny krajobraz płaskowyżu tworzą zerodowane bloki prekambryjskich granitów, które sterczą ponad jego powierzchnię położoną na wysokości około 700 m n.p.m. Najwyższe pojedyncze wzniesienia dochodzą do 900 m n.p.m., m.in. Adrar Tabrichat – 873 m n.p.m. Płaskowyż przecinają szerokie suche doliny wadi. Większa część zajmują pustynie, jednak tereny nad wadi porasta sawanna.
Wyraz Adrar oznacza "góra" w języku berberyjskim, natomiast Iforas (Ifoghas) pochodzi od nazwy miejscowego klanu Tuaregów, który sprawuje władzę na tym obszarze. Jest to koczowniczy lud, zajmujący się głównie hodowlą i sprzedażą wielbłądów, kóz i owiec.
Obszar jest bardzo słabo zaludniony. Ważniejsze osady na płaskowyżu Adrar des Iforas: Kidal, Aguel'hoc, Essouk i Tessalit.
Obszar płaskowyżu jest bogaty w znaleziska archeologiczne, m.in. ryty naskalne oraz szkielet z neolitu tzw. człowiek z Asselar.